# Holger Thiele
Holger Thiele (25 de setembro de 1878 – 5 de junho de 1946) foi um astrónomo norte-americano de ascendência dinamarquesa. Holger Thiele era filho de Thorvald Nicolai Thiele, notável astrónomo e matemático.
| 797 Montana    | 17 de novembro de 1914 |
| 843 Nicolaia   | 30 de setembro de 1916 |
| 1847 Stobbe    | 1 de fevereiro de 1916 |
| 3229 Solnhofen | 9 de agosto de 1916    |

Holger Thiele descobriu vários asteroides, mas também o cometa C/1906 V1, e calculou as órbitas de outros cometas. Trabalhou no Observatório Hamburg-Bergedorf em Bergedorf, Hamburgo, na Alemanha. Emigrou para o os Estados Unidos em 1912, e em 1917 começou a trabalhar como professor na Universidade da Califórnia no Observatório Lick, perto de San José. Morreu em 1946, no Condado de Alameda, Califórnia.

## Trabalhos selecionados
- Corrected elements and ephemeris of minor planet 1924 TD (Baade) (University of California Press. 1925)
- Elements and ephemeris of Comet d 1927 (Stearns) (University of California Press. 1927)